# Jacquemart

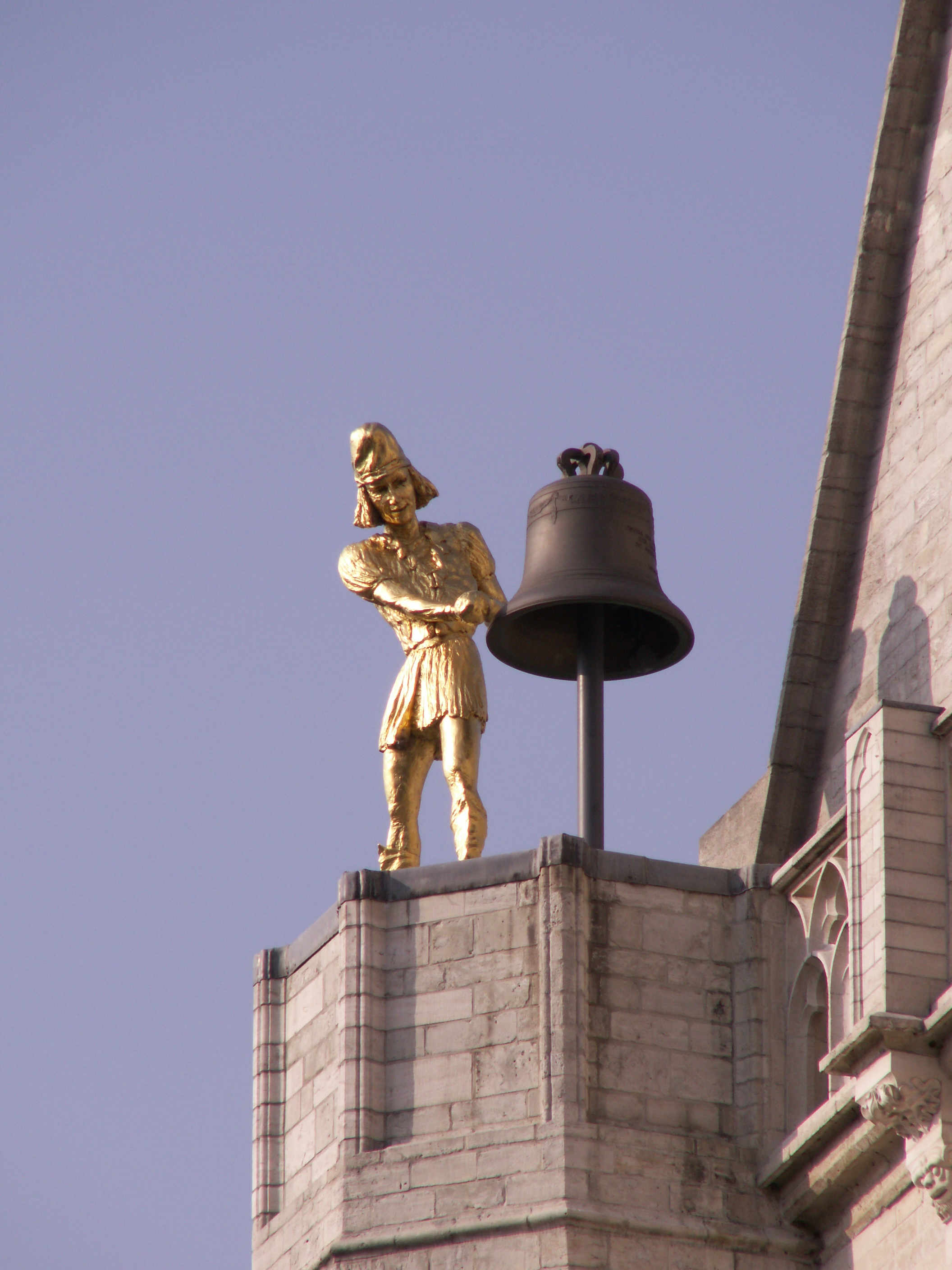
Jacquemart de la col·legiata Sant-Pere de Louvain

Un jacquemart o jaquemart és un autòmat artístic que representant un personatge esculpit de fusta o de metall, que marca les hores copejant una campana amb un martell.

## Història
L'un dels més antics i més famosos és el de Dijon. Encarregat l'any 1382 a Courtrai pel duc de Borgonya Felip lI, va ser instal·lat l'any 1383 en un suport de la torre sud de la façana occidental de l'església Nostra Senyora de Dijon. En principi era un autòmat mogut per un rellotge i sonava sobre una campana. Aquest personatge no va ser anomenat Jacquemart fins al 1458. Els habitants de Dijon van afegir l'any 1651 una esposa autòmat, Jacqueline. L'any 1714 o poc després, van afegir un fill, Jacquelinet, i, l'any 1884, una filla, Jacquelinette. Aquests dos nens toquen cada quart d'hora sobre dues petites campanes.
Al Sud-oest, l'únic existent és el de La Vaur, situat sobre el campanar de la Catedral de La Vaur. La llegenda explica que, durant les guerres de religió, un presoner protestant estava tancat en el campanar i tenia l'obligació de tocar les campanes totes les hores. Va construir una mecànica per fer-ho en el seu lloc.

## Etimologia

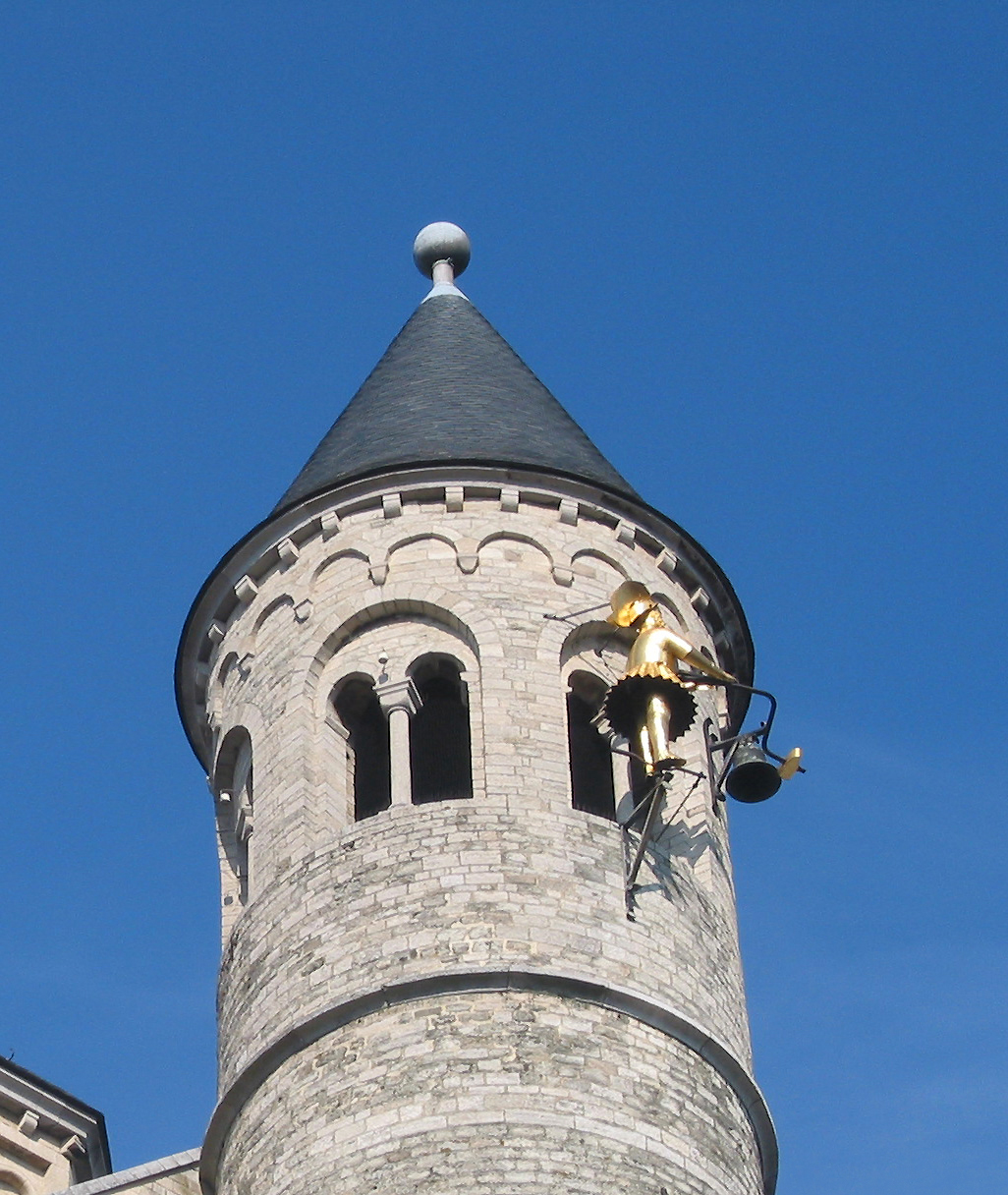
Jean de Nivelles, el jacquemart de la col·legiata Sainte-Gertrude.

L'origen de la paraula jacquemart és incerta : podria venir de
- jacques o jaque, antic malnom dels pagesos francesos, i martell, el jacquemart sent el pagès que copejava l'angelus als camps,[3]
- del nom llatí jaccomarchiardus (d'aquí Jacques-Marc), donat als vigilants de les torres, que portaven una armilla (en alemany : Jacke) de malles,
- del nom de nombrosos rellotgers a Courtrai, Dijon, Lila.[4]
- del provençal Jaqueme, Jacques, al qual s'afegeix l'Afix -mart o -mard.[5]

## Jacquemarts a Europa
Catàleg

### Anglaterra
- Wimborne Minster, Dorset
- Catedral Sant Andreu de Wells

### Bèlgica

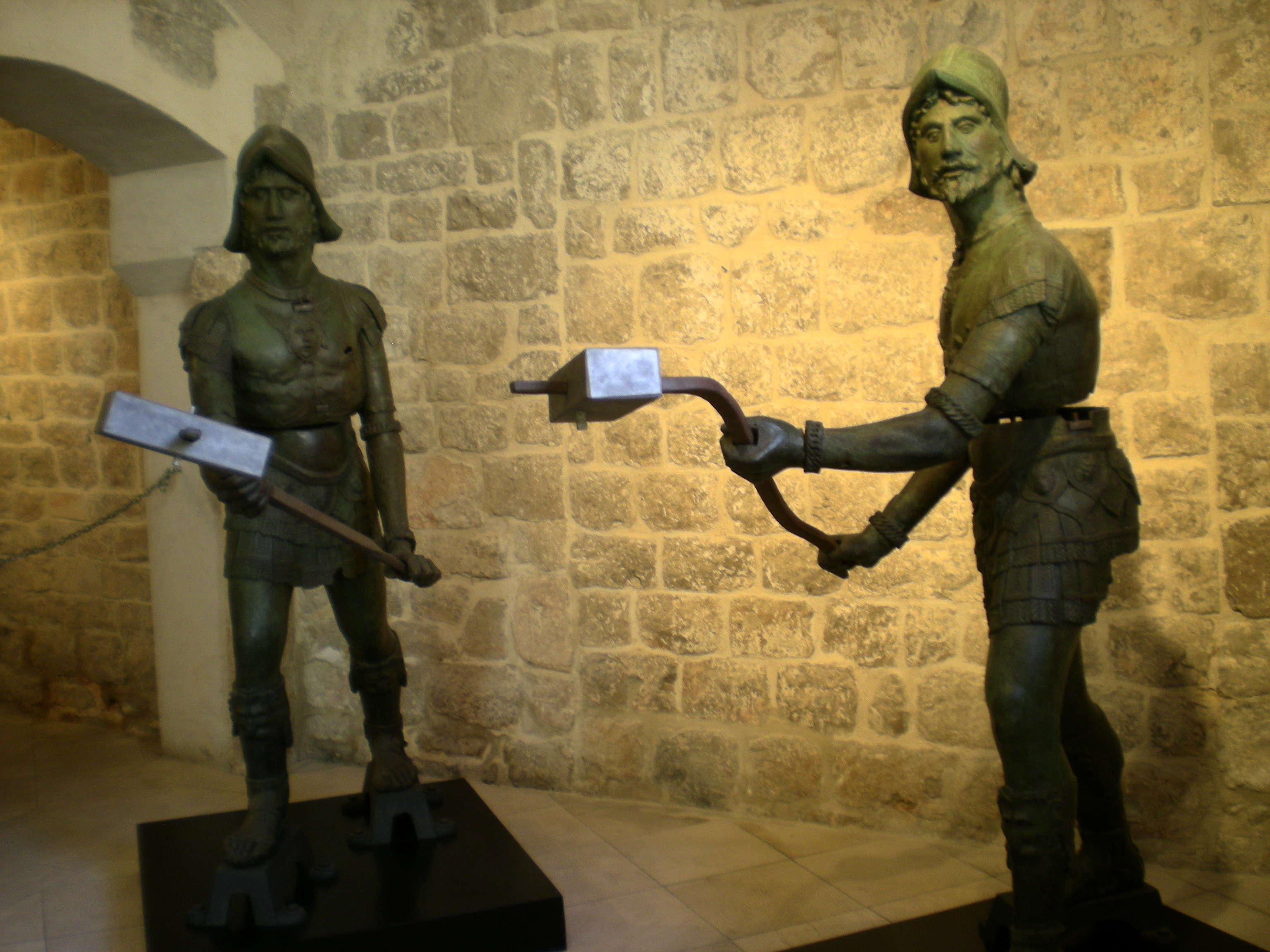
Les Zelenci, Maro i Baro de Dubrovnik.

- Jean de Nivelles de la col·legiata Santa-Gertrude de Nivelles, datat del segle XV
- El complex de la Biblioteca Reial de Bèlgica al Mont de les Arts a Brussel·les
- La col·legiata Sant-Pere de Lovaina
- La torre de Courtrai
- L'abadia Nostra Senyora de Leffe
- El Museu de Virton, el jacquemart va ser instal·lat l'any 1968 sobre l'antic convent dels Récollets

### Croacia
- Maro i Baro, anomenats Zelenci (els homes verds), jacquemarts de la torre del rellotge principal de Dubrovnik. Datant de 1477-1478, són obra de Michelozzo. Els originals, deteriorats, han estat reemplaçats per còpies al començament del segle XX  i són ara visible al palau dels rectors.

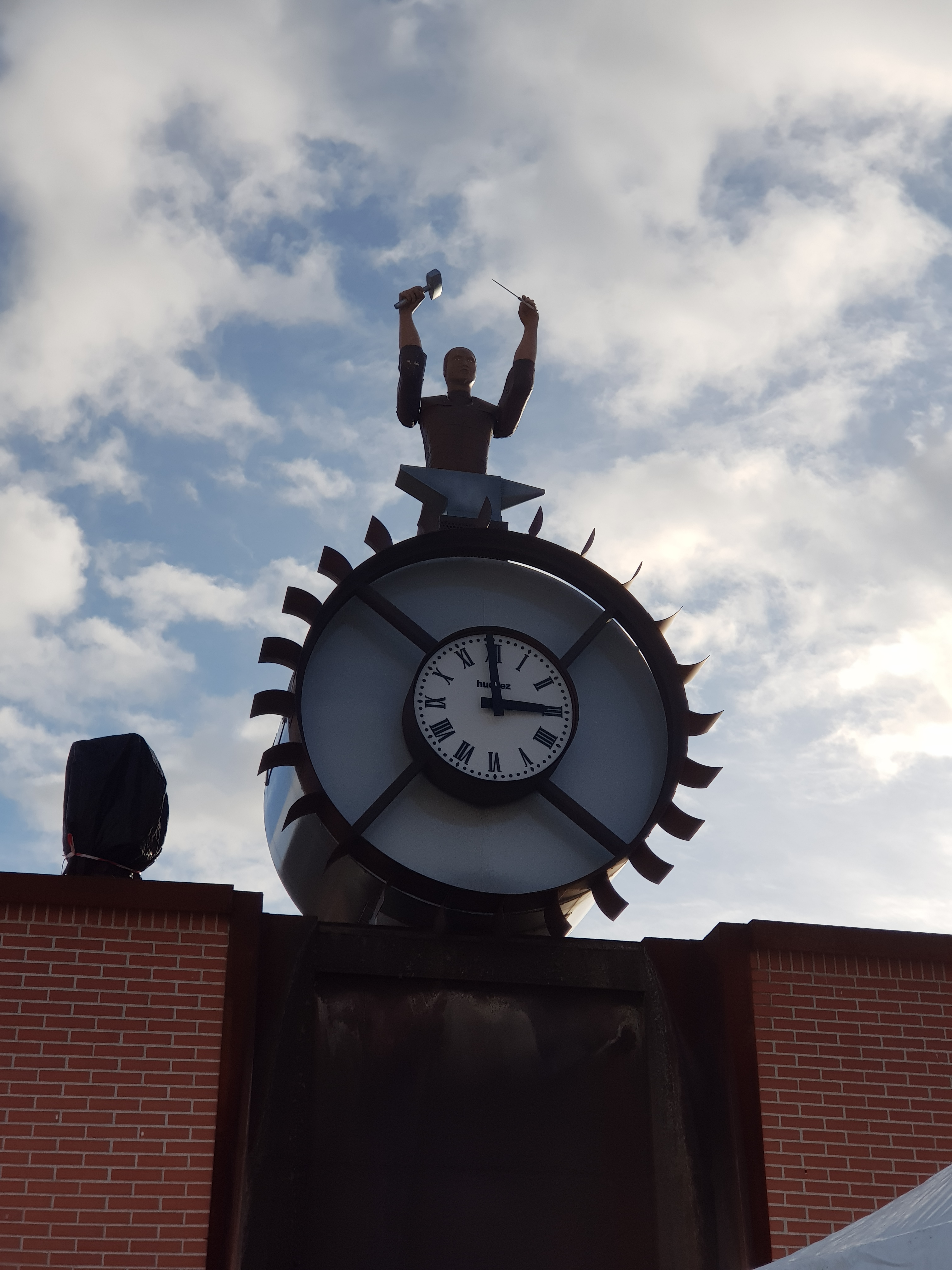
El Jacquemart de Thiers, autòmat que toca les hores forjant una fulla de ganivet amb un martell.

### França

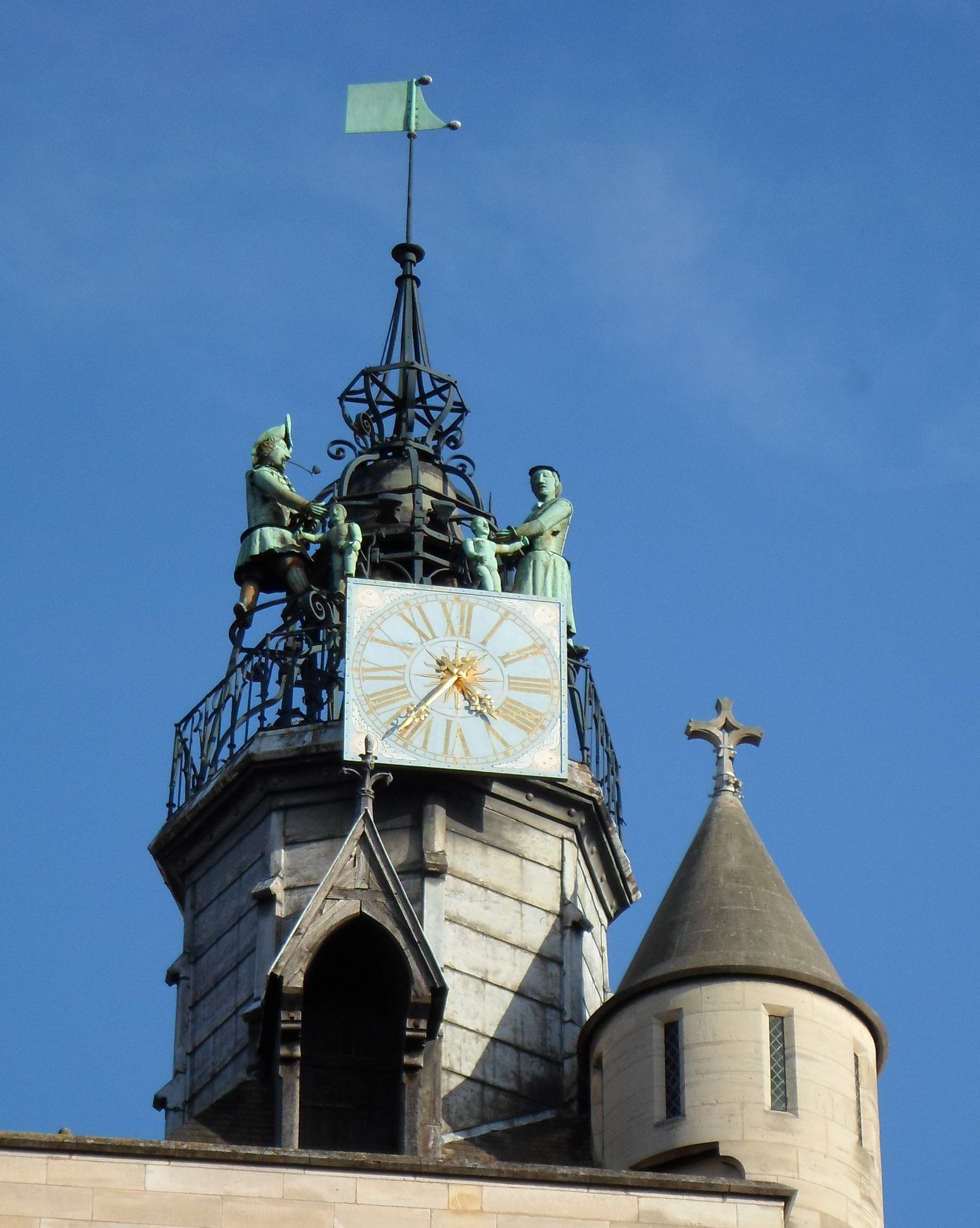
El Jacquemart de l'església Nostra Senyora de Dijon

- El jacquemart del pòrtic de l'ajuntament d' Aigueperse (Puèi Domat)
- La Col·legiata Església de Notre-Dame d'Auffay (Sena Marítim) on sonen dos Jacquemarts, Houzou Bénard i Paquet Sivière
- El jacquemart de l'ajuntament d'Avinyó situat en una torre gòtica
- La torre de l'ajuntament de Benfeld (Baix Rin)
- L'església Sainte-Madeleine de Besançon
- L' ajuntament de Brebières (Pas de Calais)
- El campanil de l'ajuntament de Cambrai, on sonen Martin i Martine
- Catedral de Clarmont-Ferrand a Clarmont d'Alvèrnia, on hi ha un jaquemart amb tres personatges, "Mart", "Temps" i "Faune"
- L'ajuntament de Compiègne (Oise), on els tres jacquemarts s'anomenen Picantins
- L' església Notre-Dame de Dijon
- El jacquemart del Lo Grau dau Rèi (Gard) situat a la intersecció del carrers Rédarès i Combattants.
- El "jacquemard" (escrit amb una d) de Lambesc a prop d'Ais de Provença
- La catedral Saint-Alain de Lavaur
- La torre de Molsheim Metzig, en Alsàcia
- La Torre del Rellotge, anomenada Jacquemart Tower, a Moulins (Alier) i els seus 4 personatges
- La "mandarina" de la plaça de l'ajuntament de Nîmes
- L'església de Saint-Martin a Nolay
- La torre Jacquemart, antiga torre de recinte i porta fortificada del segle xii a Rumans (Droma)
- L'església de Saint-Cyr a Sargé-sur-Braye (Loir et Cher)
- El "ferrer", a la plaça Antonin-Chastel a Tièrn (Puèi Domat)
- L'església Notre-Dame de Feurs (Loira)

### Itàlia
- La torre del rellotge de la Plaça de Sant Marc a Venècia
- Torre del Rellotge a l'Ajuntament de Trieste.

## Literatura
- A Le Campanile, una novel·la de Herman Melville publicada l'any 1855, l'autòmat mata el seu inventor.

- William Shakespeare fa diverses referències a la mecànica del jacquemart. A  Ricard III , l'heroi homònim compara el seu còmplice, Buckingham, amb un jacquemart (en anglès quarter Jack) acusant-lo d'interrompre les seves meditacions amb intervencions repetides.